# Соколов Іван Дмитрович (математик)
Соколов Іван Дмитрович (1812, Новоржевський повіт Псковської губернії (нині Псковська область Російської Федерації) — 1873, Казань) — математик; декан фізико-математичного факультету Харківського університету (1845—1858), ректор Новоросійського (Одеського) університету (сучасний Одеський національний університет імені І. І. Мечникова) (1865—1869); доктор філософії (1839); заслужений ординарний професор.

## Біографія
Соколов І. Д. народився в 1812 р. Виходець з духовенства. Середню освіту одержав в Псковській гімназії, яку закінчив у 1829 р., і вступив до Головного педагогічного інституту в Петербурзі, який закінчив у 1835 р. Був представником наукової школи, учнем і послідовником видатного українського математика академіка М. В. Остроградського.
У 1836 р. — дворічне наукове відрядження за кордон (м. Кенігсберг), де слухав лекції К. Якобі, Ф. Бесселя, Ф. Неймана та інших видатних вчених.
У 1838—1839 рр. — читав геометрію в Головному педагогічному інституті і написав декілька статей з математики для «Энциклопедического лексикона» А. О. Плюшара.
У 1839 р. — при Петербурзькому університеті захищає дисертацію на ступінь доктора філософії «О наименьших и наибольших величинах простых определенных интегралов».
27 грудня 1839 р. — ад'юнкт кафедри прикладної математики Харківського університету, одночасно з 1840 р. викладає математику в педагогічному інституті, а з 1841 р. — щороку читав публічні лекції з механіки.
З 17 лютого 1840 р. по 2 квітня 1843 р. — секретар Харківського університету. З 22 лютого 1841 р. — екстраординарний, а з 7 травня 1843 р. — ординарний професор кафедри прикладної математики. Одночасно викладав курси геометрії, статики, динаміки матеріальної точки, загальної теорії руху. З 1 грудня 1845 р. по 1 січня 1858 р. — декан фізико-математичного факультету Харківського університету.
У 1853 р. — написав книгу «Элементарная теория тригонометрических линий и прямолинейная тригонометрия», яка стала підручником з тригонометрії для усіх гімназій.
1859—1863 рр. — викладав курс нарисної геометрії з теорією тіней та перспектив у Харківському університеті.
У 1860 р. видав книгу «Динамика» в двох частинах.
З 13 травня 1865 р. — ректор щойно створеного Новоросійського університету.
Читає лекції з теоретичної механіки студентам III і IV курсів. Першого навчального року викладає також й алгебру, а з 1868 р. — і прикладну механіку.
1866—1867 рр. — виконує обов'язки попечителя Одеського навчального округу.
1869 р. — член-кореспондент Московського математичного товариства та переведений до Казані помічником попечителя Казанського навчального округу.
Помер І. Д. Соколов у 1873 р. Був похований на Казанському міському кладовищі.

## Наукова діяльність
З самого початку своєї педагогічної діяльності в Харківському університеті викладає курс механіки, а далі протягом 25 років забезпечує високий рівень викладання цього предмета.
За власними розробками він читав ще й курси гідростатики, гідродинаміки, теорії машин.
Бувши прекрасним лектором, завжди намагався забезпечити якісними підручниками та внести нове в навчальний процес.  Підручники професора І. Д. Соколова з тригонометрії і динаміки витримали чотири перевидання.
Основні напрямки наукової діяльності І. Д. Соколова — варіаційне числення і аналітична механіка. В праці «Исследование некоторых предметов, относящихся к вариационному исчислению» (1842), яка містила і результати його докторської дисертації, досліджувалися достатні умови рішень варіаційних задач і вона вперше знайомила науковців Росії з цим колом питань.
У галузі аналітичної механіки він узагальнив деякі результати відомого французького математика Ж. Л. Лагранжа, які були пов'язані з варіюванням руху та принципом найменшої дії.
Найінтенсивніша наукова діяльність математика, заслуженого ординарного професора І. Д. Соколова припадає на харківський період, тому що в Одесі обов'язки ректора новоствореного університету та попечителя навчального округу займають у нього багато часу.

## Праці
- Исследование некоторых предметов, относящихся к вариационному исчислению / И. Д. Соколов. — Харьков: Изд-во Харьк. ун-та, 1842. — 84 с.
- Элементарная теория тригонометрических линий и прямолинейная тригонометрия / И. Д. Соколов. — Харьков: Изд-во Харьк. ун-та, 1853. — 89 с.
- Динамика : в 2 ч. Ч. 1. О движении материальной точки : в 2 отд. [Отд. 1 : Общая теория движения систем материальных точек, Отд. 2 : Приложение общей теории движения к частным случаям] / И. Д. Соколов. – Москва : Университ. тип., 1860. – 95 с.
- Прибавления к переводу алгебры Бурдона, включающие теорию решения численных уравнений / И. Д. Соколов. — Харьков: Изд-во Харьк. ун-та, 1861. — 58 с.
- Прямой вывод известной теоремы Пуассона [а, Ь] = const из условия уравнения / И. Д. Соколов // Мат. сб. — 1867. — Т. 2, вып. 3. — С. 247—254
- Заметка на одно из примечаний к последнему изданию аналитической механики Лагранжа / И. Д. Соколов // Мат. сб. — 1868. — Т. 3, вып. 2. — С. 169—174
- О начале наименьшего действия / И. Д. Соколов // Мат. сб. — 1870. — Т. 5, вып. 2. — С. 179—188.